# Solanum diamantinense
Solanum diamantinense är en potatisväxtart som beskrevs av Agra. Solanum diamantinense ingår i släktet skattor som ingår i familjen potatisväxter. Inga underarter finns listade i Catalogue of Life.